# جزیره ایسپاتینو
جزیره ایسپاتینو (به انگلیسی: Ispatinow Island) یک جزیره غیر مسکونی در کانادا است که در ساسکاچوان واقع شده‌است.